# Antífanes de Berga
Antífanes de Berga (Antiphanes, Ἀντιφάνης) fou un escriptor nadiu de Berga (Tràcia) del segle iv aC. Va escriure sobre temes fantasiosos i meravellosos (Ἄπιστα (Apista; "increïble"). Estrabó l'esmenta i per la manera en què ho fa sembla que escrivia amb la idea de ser cregut tot i que les històries eren fictícies. La majoria dels autors estan d'acord que és el mateix personatge que l'anomenat Antífanes el Jove, que va escriure un llibre sobre cortesanes. Esteve de Bizanci l'esmenta com a poeta còmic, però podria ser simplement un error.